# Goodbye Alice in Wonderland
Goodbye Alice in Wonderland — шестой студийный альбом американской певицы Джуэл (Джуэл Килчер), который вышел 2 мая 2006 года на лейблах Atlantic Records и Warner Bros.. Альбом знаменует собой возвращение к музыкальным корням после альбома 0304 и попытку написать автобиографический альбом, как она это сделала с Pieces of You. Альбом был написан в форме романа, где каждый трек представляет собой главу. Из альбома были выпущены такие синглы, как «Again and Again», «Good Day» и «Stephenville, TX».
Альбом получил смешанные и положительные отзывы от музыкальных критиков, дебютировал на 8 месте в Billboard 200 с продажами 82 000 копий в первую неделю и стал пятым альбомом Jewel, попавшим в топ-10 в США. Он также достиг четвёртого места в рок-чарте Top Rock Albums. По состоянию на июнь 2010 года в США было продано 377 000 копий альбома.

## История
После знакомства с дэнс-попом в альбоме 2003 года 0304, Джуэл вернулась в форму с Goodbye Alice in Wonderland. Джуэл сказала, что альбом был «самым автобиографичным альбомом» со времён Pieces of You. Каждая песня была записана как живое выступление, с наложением только перкуссии.
Atlantic Records решили не продлевать её контракт в конце 2006 года, и Goodbye Alice in Wonderland стал её последним альбомом с новым материалом на этом лейбле.

## Отзывы
| Совокупная оценка    | Совокупная оценка |
| Источник             | Оценка            |
| -------------------- | ----------------- |
| Metacritic           | (57/100)          |
| Оценки критиков      |                   |
| Источник             | Оценка            |
| Allmusic             | [ 3 ]             |
| Amazon.com           | (favorable)       |
| Entertainment Weekly | B                 |
| The Guardian         | [ 8 ]             |
| The Observer         | [ 9 ]             |
| Paste Magazine       | [ 10 ]            |
| Rolling Stone        | [ 11 ]            |
| Slant Magazine       | [ 12 ]            |
| Stylus Magazine      | C                 |

Альбом получил в целом смешанные и благоприятные отзывы. На сайте Metacritic, который присваивает нормализованный рейтинг из 100, полученный из рецензий основных критиков, альбом получил средний балл 57, основанный на 18 рецензиях, что означает «смешанные или средние отзывы». Редактор Allmusic Стивен Томас Эрлевайн дал альбому 4,5 из 5 звёзд, написав, что альбом «может иметь совершенно другое ощущение и намерения, чем его блестящий предшественник, но, как и 0304 (2003), он является доказательством того, что даже если Джуэл не имеет такого высокого профиля или, возможно, такой большой аудитории, как в 1996 году, она является лучшим автором песен и создателем записей, чем она была в начале своей карьеры». Гордон Агар из Observer Music Monthly написал, что продюсер Роб Кавалло добавил «колоритную Лилит к часто пронзительному сопрано Джуэл» и назвал альбом «прекрасным», а Кэролайн Салливан из The Guardian назвала альбом «удивительно содержательным возвращением». Кэтлин С. Феннесси из Amazon написала, что «зрелость дала Джуэл, которой сейчас около 30 лет, больше перспективы и чувство юмора, отсутствующие в её более серьёзных ранних работах».

## Коммерческий успех
Goodbye Alice in Wonderland дебютировал на 8-м месте в Billboard 200 с тиражом первой недели 82000 копий, продолжив череду релизов в десятке лучших, которую прервал лишь её девятый студийный альбом Sweet and Wild (2010). К июню 2010 года тираж достиг 377000 копий в США..

## Список композиций
1. «Again and Again» (J. Kilcher/J. Shanks) — 3:57
2. «Long Slow Slide» (J. Kilcher) — 3:48
3. «Goodbye Alice in Wonderland» (J. Kilcher) — 5:55
4. «Good Day» (J. Kilcher/G. Wells/K. DioGuardi) — 3:46
5. «Satellite» (J.Kilcher) — 5:05
6. «Only One Too» (J. Kilcher/J. Shanks) — 3:04
7. «Words Get in the Way» (J. Kilcher) — 3:58
8. «Drive to You» (J. Kilcher/L. Mendez) — 4:14
9. «Last Dance Rodeo» (J. Kilcher) — 6:16
10. «Fragile Heart» (J. Kilcher/A. Bell) — 3:21 (new version; previously on 0304)
11. «Stephenville, TX» (J. Kilcher) — 3:56
12. «Where You Are» (J. Kilcher) — 3:28
13. «1000 Miles Away» (J. Kilcher) — 3:48

## Чарты

### Еженедельные чарты
| Чарт (2006)                       | Высшая позиция |
| --------------------------------- | -------------- |
| Австралия (ARIA)                  | 17             |
| Нидерланды (Album Top 100)        | 33             |
| Япония Oricon Albums Chart        | 58             |
| Италия Italian Albums Chart       | 94             |
| Новая Зеландия RIANZ Albums Chart | 36             |
| Швеция Swedish Albums Chart       | 42             |
| Швейцария Swiss Albums Chart      | 34             |
| Великобритания UK Albums Chart    | 114            |
| США Billboard 200                 | 8              |
| США (Billboard Top Rock Albums)   | 4              |

## Сертификации
| Регион | Сертификация | Продажи |
| ------ | ------------ | ------- |
| США    | —            | 377,000 |